# Lipotactes
Lipotactes is een geslacht van rechtvleugeligen uit de familie sabelsprinkhanen (Tettigoniidae). De wetenschappelijke naam van dit geslacht is voor het eerst geldig gepubliceerd in 1898 door Brunner von Wattenwyl.

## Soorten
Het geslacht Lipotactes omvat de volgende soorten:
- Lipotactes alienus Brunner von Wattenwyl, 1898
- Lipotactes amicus Gorochov, 1993
- Lipotactes azureus Gorochov, 1996
- Lipotactes dorsaspina Chang, Shi & Ran, 2005
- Lipotactes hamatus Karny, 1931
- Lipotactes ingrischi Gorochov, 1996
- Lipotactes khmericus Gorochov, 1998
- Lipotactes laminus Shi & Li, 2009
- Lipotactes longicauda Ingrisch, 1995
- Lipotactes maculatus Hebard, 1922
- Lipotactes minutissimus Gorochov, 2008
- Lipotactes minutus Ingrisch, 1995
- Lipotactes montanus Ingrisch, 1990
- Lipotactes orlovi Gorochov, 1996
- Lipotactes proximus Gorochov, 1996
- Lipotactes siebersi Ingrisch, 1995
- Lipotactes silvestris Ingrisch, 1990
- Lipotactes sinicus Bey-Bienko, 1959
- Lipotactes sulcatus Ingrisch, 1995
- Lipotactes tripyrga Chang, Shi & Ran, 2005
- Lipotactes truncatus Shi & Li, 2009
- Lipotactes vietnamicus Gorochov, 1993
- Lipotactes virescens Ingrisch, 1995
- Lipotactes vittifemur Karny, 1924